# Smulingtjärnen
Smulingtjärnen är en sjö i Bollebygds kommun i Västergötland och ingår i Viskans huvudavrinningsområde.